# Capanée

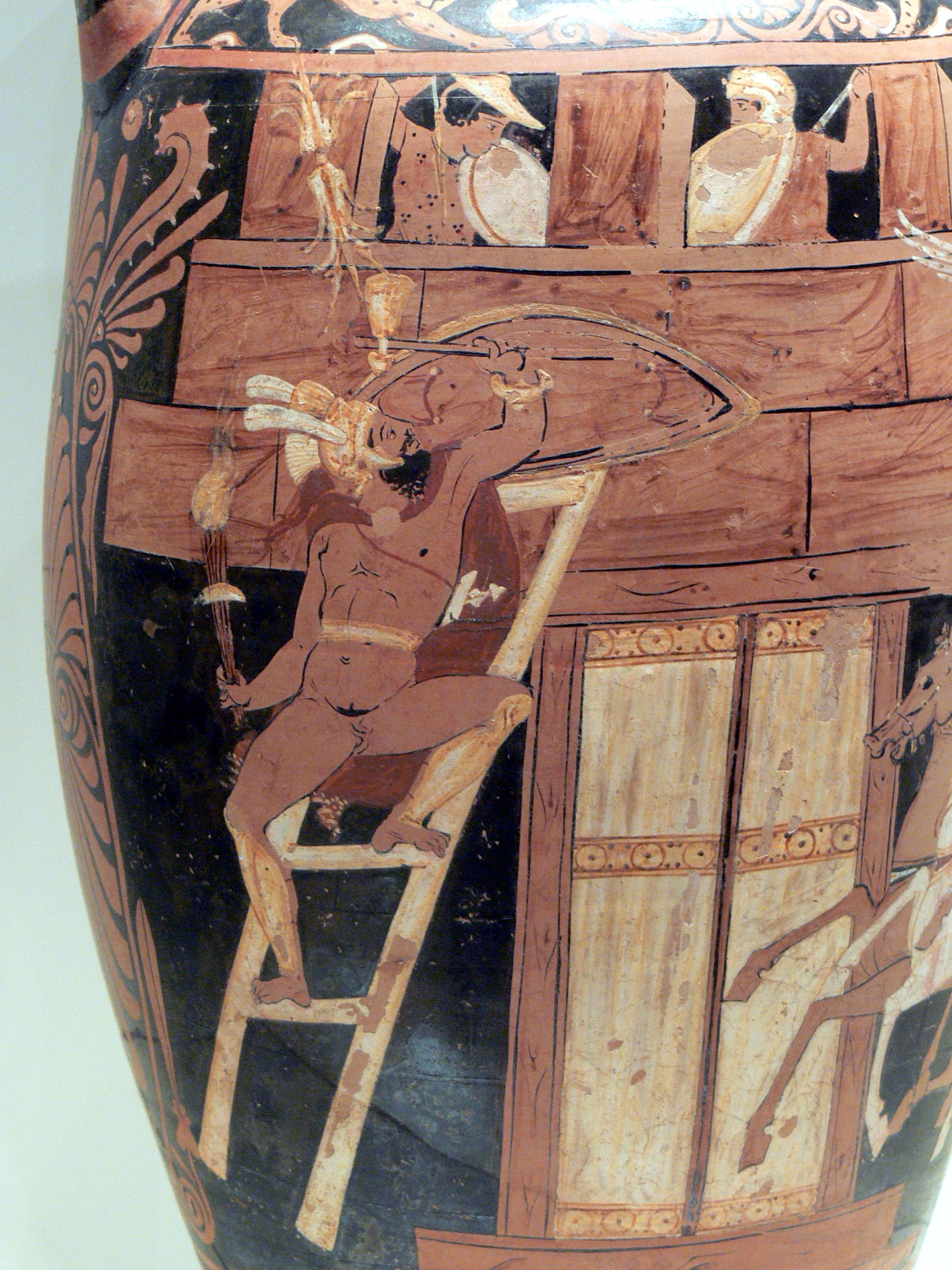
Capanée à l'assaut des remparts de Thèbes, amphore à figures rouges, v. 340 av. J.-C., Getty Villa (92.AE.86)

Dans la mythologie grecque, Capanée (en grec ancien Καπανεύς / Kapaneús), fils d’Hipponoos, est un des chefs argiens de la guerre des sept chefs, qui vinrent avec Polynice mettre le siège devant Thèbes. Époux d'Évadné, il est le père de Sthénélos.
Il fut foudroyé devant Thèbes par Zeus, irrité de son mépris pour les dieux. 

## Postérité dans les arts

### Dans la littérature
- Eschyle a évoqué l'orgueil de Capanée dans les Sept contre Thèbes.

- Dans la Divine Comédie, Dante et Virgile le rencontrent en enfer (chant XIV).

- Boileau, dans sa Satire X, cite son nom par antonomase pour désigner les athées dans son portrait de la gent féminine :

« Dans le sexe j'ai peint la piété caustique :

Et que serait-ce donc, si censeur plus tragique,

J'allais t'y faire voir l'athéisme établi,

Et, non moins que l'honneur, le ciel mis en oubli ;

Si j'allais t'y montrer plus d'une Capanée

Pour souveraine loi mettant la destinée,

Du tonnerre dans l'air bravant les vains carreaux,

Et nous parlant de Dieu du ton de Des Barreaux ? »

### En peinture

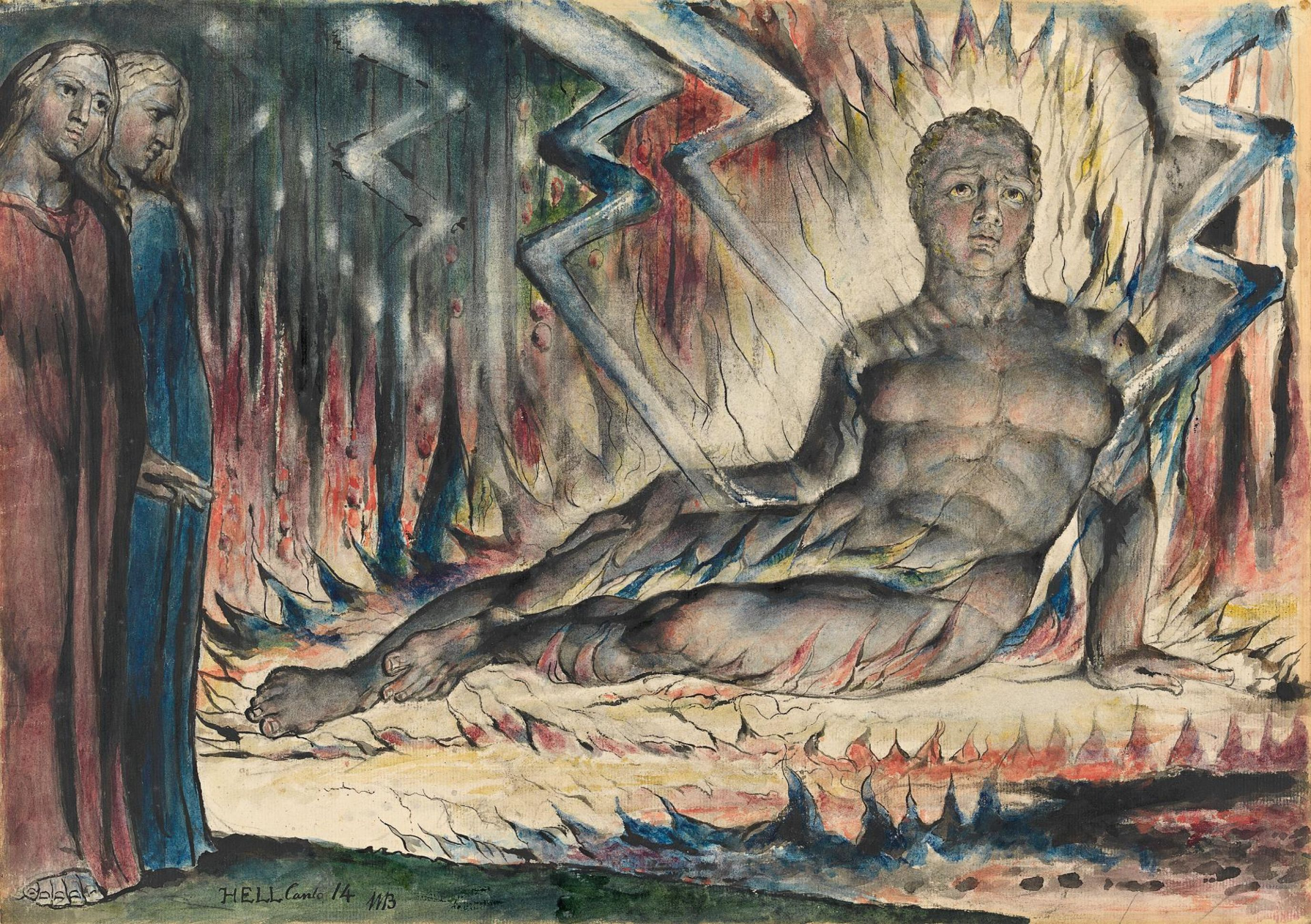
Capanée, illustration pour le chant XIV de L'Enfer de Dante par William Blake.

Au XVIIIe siècle, le poète, illustrateur et graveur britannique William Blake a représenté Capanée foudroyé par Zeus dans une gravure illustrant la Divine Comédie de Dante.

### En sculpture
En 1832, François Jouffroy, alors élève dans la section sculpture à l'École nationale des beaux-arts, remporte le premier grand prix de Rome avec son interprétation de Capanée foudroyé sous les murs de Thèbes. 